# Antonio Deltoro
Antonio Deltoro (Ciudad de México, 20 de mayo de 1947-Ciudad de México, 21 de mayo de 2023) fue un poeta y ensayista mexicano.

## Biografía
Hijo del exilio español republicano, estudió economía en la Universidad Nacional Autónoma de México (UNAM); fue profesor universitario (UNAM, Universidad Autónoma Metropolitana) y coordinador de talleres de poesía en el Instituto Nacional de Bellas Artes (INBA) y en la Casa del Poeta Ramón López Velarde.[cita requerida]
Fue becario del Fondo Nacional para la Cultura y las Artes (Fonca), miembro del Sistema Nacional de Creadores de Arte y de la comisión consultiva del Fonca. De 2004 a 2017 fue tutor de poesía de la Fundación para las Letras Mexicanas. 
Sobre su obra, Luigi Amara escribió que "es una forma de resistencia. Cada vez más sus poemas se alejan de la época que nos ha tocado vivir, de esta época que propende al ruido, que celebra la rapidez y tiene en la ocupación del tiempo a uno de sus mayores ídolos." Christian Peña apunta que: "Cada uno de los poemas de Deltoro debe leerse y releerse para encontrar su esencia, debe repetirse como un mantra, pues la fermentación de sus versos toma tiempo y está pensada para el lector paciente." 
Obtuvo el Premio Internacional de Poesía Novi Sad 2014 (Festival Internacional de Poesía de Novi Sad, Serbia), el Premio Iberoamericano de Poesía Carlos Pellicer para Obra publicada 2013, el Premio Viceversa de la crítica especializada al mejor libro mexicano de poesía 1997 y el Premio Nacional de Poesía Aguascalientes 1996.[cita requerida]
Falleció a las 18:30 horas del domingo, 21 de mayo del 2023, en su domicilio por un paro cardiorrespiratorio.

## Obras
- Algarabía inorgánica, Ciudad de México: La Máquina de Escribir, 1979.
- ¿Hacia dónde es aquí?, Ciudad de México: Penélope / Libros del Salmón, 1984.
- La plaza, Ciudad de México: Consejo Nacional para la Cultura y las Artes / CIDCLI, 1990.
- Los días descalzos, Ciudad de México: Vuelta, col. La imaginación, 1992.
- Balanza de sombras, Ciudad de México: Joaquín Mortiz / Instituto Nacional de Bellas Artes, 1997.
- Poemas en una balanza (selección y entrevista de Francisco José Cruz), Carmona (Sevilla): col. Palimpsesto, 1998.
- Poesía reunida, Ciudad de México: Universidad Nacional Autónoma de México / Casa de las Humanidades, 1999.
- Constancia del asombro / Constance de l'e´tonnement, Ciudad de México /Trois-Rivières: Universidad Nacional Autónoma de México / Aldus / Écrits des Forges, 2001.
- En las aguas del jueves para siempre, Santiago de Querétaro: Centro Estatal Contra las Adicciones Querétaro / Presidencia Municipal de Querétaro, 2002.
- El quieto, Sevilla: Biblioteca Sibila / Fundación BBVA, 2009.
- Favores recibidos, Ciudad de México: Fondo de Cultura Económica, 2012.
- Los árboles que poblarán el Ártico, Ciudad de México: Era / Universidad Nacional Autónoma de México, 2012.
- Los árboles que poblarán el Ártico,  Madrid: Visor, 2012.
- Poesía reunida (1979-2014), Edición de Juan Carlos Abril, Madrid: Visor, 2015, ISBN 978-84-9895-934-5. Hay edición mexicana Visor/Conaculta, ISBN 978-607-745-284-3.
- Rumiantes y fieras, Ciudad de México: Era, 2017.
- A veces salto fuera de lo humano (selección y prólogo de Francisco José Cruz), Bogotá: Pontificia Universidad Javeriana, 2020.

### Antologías
- Rodolfo Usigli. Conversación desesperada (Seix Barral, Ciudad de México, 2000)
- La vida básica, antología mínima de Josep Plá (UNAM, 2004)
- Octavio Paz. Un sol más vivo. Antología poética (Ediciones Era / El Colegio Nacional, 2009)
- El gallo y la perla. México en la poesía mexicana (UNAM, 2012).